# Mispá

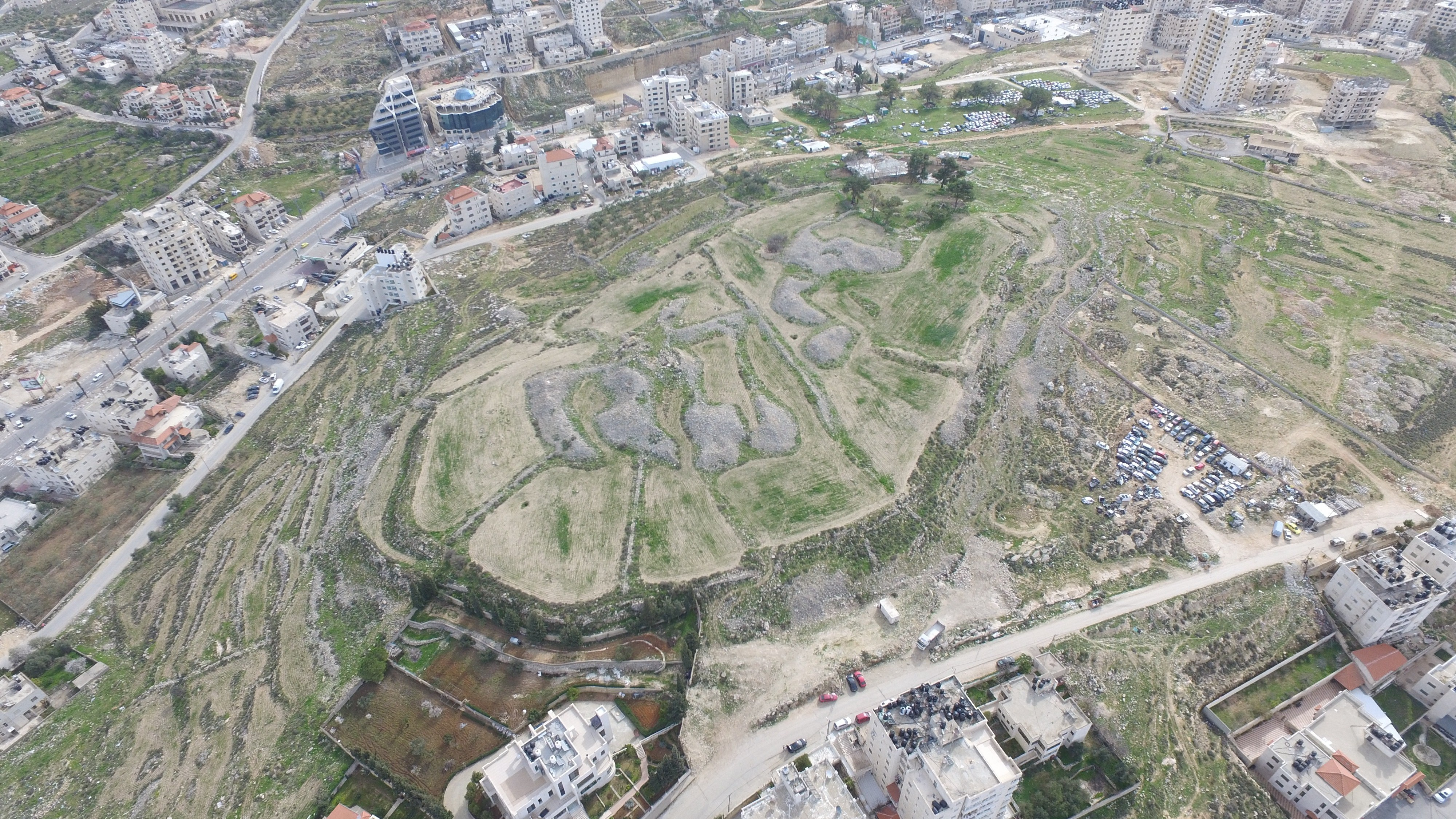
Foto aérea de Mispá, em Benjamim

 Mispá  ou Mispé ("Torre de Vigia") foi uma cidade de Benjamim.  
Tell en-Nasbeh é um dos três locais frequentemente identificados com Mispá de Benjamim e está localizado a cerca de 12 quilômetros ao norte de Jerusalém. Os outros locais sugeridos são Nabi Samwil, que fica a cerca de 8 quilômetros a noroeste da Cidade Velha de Jerusalém e Sh'afat, uma aldeia situada num contraforte plano a noroeste de Jerusalém.
Encontraram-se asas de jarro, com uma inscrição que os peritos afirmam ser as três letras hebraicas para m-s-p, possivelmente uma forma abreviada de Mispá. 
Segundo a Bíblia, em Mispá muitos homens do exército de Israel decidiram agir contra os envolvidos num crime sexual em massa cometido em Benjamim. Quando os benjamitas se recusaram a entregar os culpados, iniciou-se uma guerra, até que a tribo de Benjamim foi quase destruída. Escaparam apenas cerca de 600 homens. (Juízes 20:1-48) 
Tempos depois, o profeta Samuel teria reunido todo o Israel. Nesta ocasião, os israelitas jejuaram e confessaram seus pecados. Quando os filisteus souberam desta reunião em Mispá, decidiram fazer um ataque. Mas, YHVH os teria lançado em confusão, de modo que foram subjulgados. 
Nesta ocasião, para comemorar a vitória dada por Deus, Samuel erigiu uma pedra entre Mispá e Jesana, chamando-a de Ebenezer (que significa “Pedra de Ajuda”). 
Em 1117 a.C., outra assembléia foi realizada em Mispá e naquela ocasião Saul foi apresentado, como primeiro rei de Israel. — I Samuel 10:17-25.
No século X a.C., Mispá foi reestruturada pelo Rei Asa, com materiais de Ramá, a cidade que o rei Baasa abandonou. (I Reis 15:20-22; II Crônicas 16:4-6) Três séculos mais tarde,  por volta de 607 a.C., o  rei babilônio, Nabucodonosor II, escolheu a Gedalias para ser governador dos judeus que permaneciam na terra de Judá. Gedalias administrou a sede em Mispá ate sua morte. Por volta desta época, Jeremias e outros judeus que haviam sido espalhados chegaram a morar Mispá.
Depois do exílio babilônico, moradores de Mispá, e os príncipes Salune e Ezer, participaram em reparar a muralha de Jerusalém. — Neemias 3:7, 15, 19.
 Mispá , também é mencionado em Gênesis (Gn.) 31.49 como o montão de pedras onde Jacó e Labão fizeram um pacto de não perseguição. Com o significado de Torre de Vigia, este nome que se deu a um monte de pedras levantando ao norte de Jaboque, no versículo 47 de Gn. 31 é chamada Galeede, ou montão do testemunho, entra as partes contatantes do modo porque cumpriam o prometido (Gn. 31:44-49).